# Shannon (Neuseeland)

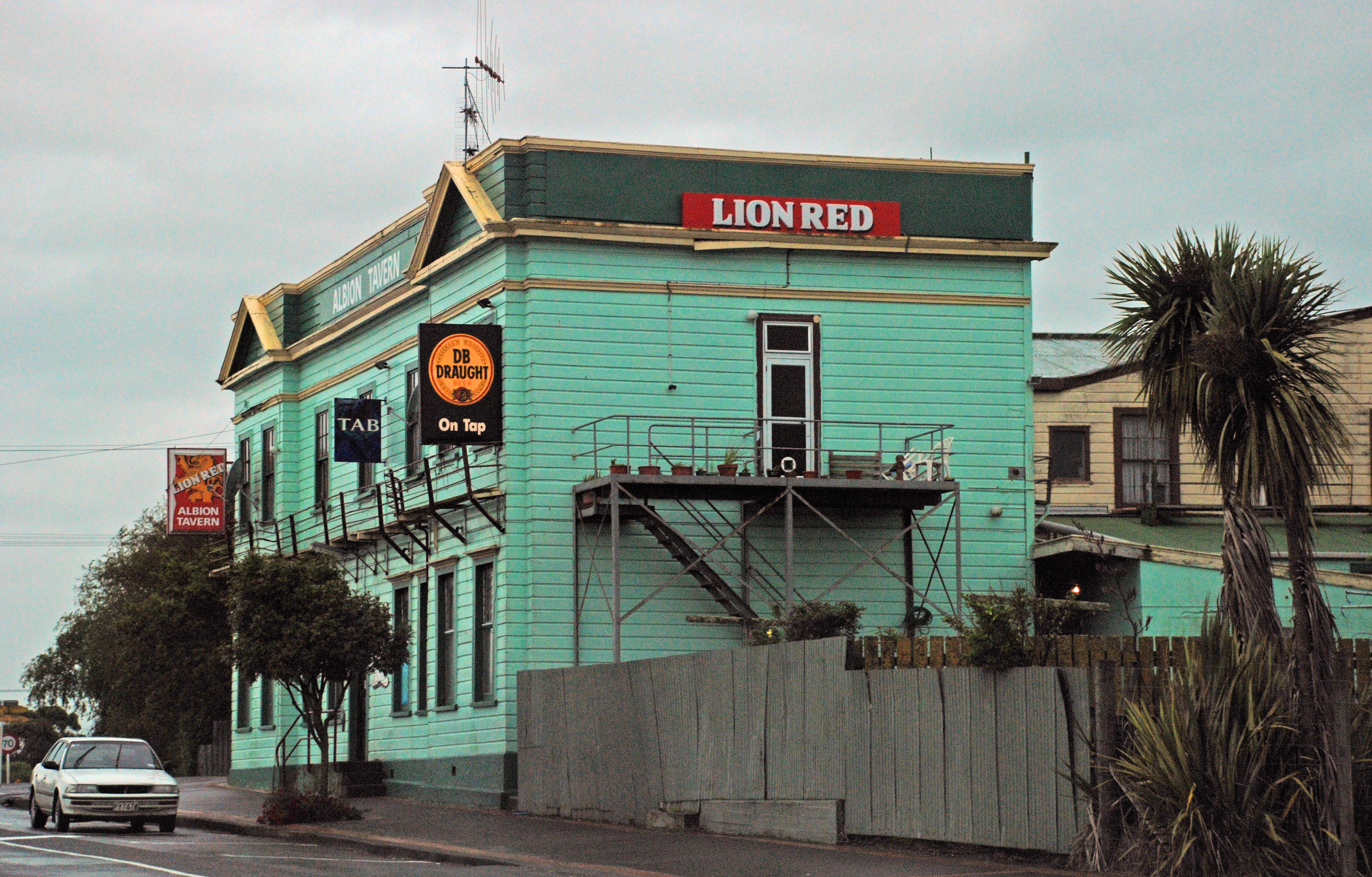
Albion Hotel

Shannon ist ein Ort im Horowhenua District der Region Manawatū-Whanganui auf der Nordinsel von Neuseeland.

## Namensherkunft
Der Ort erhielt seinen Namens zu Ehren von George Vance Shannon, einem Direktor der Wellington & Manawatu Railway Company.

## Geographie
Der Ort befindet sich rund 14 km nordöstlich von Levin, rund 14 km südostöstlich von Foxton und rund 27 km südwestlich von Palmerston North, zwischen dem Manawatū River und den Bergen der Tararua Range.

## Geschichte
Der Ort wurde am 8. März 1887 von der Wellington & Manawatu Railway Company als eine Eisenbahnsiedlung gegründet und konzentrierte sich zu Anfang des 20. Jahrhunderts auf die Flachsproduktion. In den Sümpfen zwischen Shannon und Linton, rund 18 km nordöstlich entfernt, gedeihte der Neuseeländer Flachs auf einer Fläche von rund 5800 Hektar vortrefflich, doch einbrechende Preise auf dem Weltmarkt und eine Erkrankung der Pflanzen, bei der sie gelb wurden, führte zur Aufgabe der Flachsproduktion und zur Trockenlegung der Sümpfe in den 1920er Jahren.
1924 ging die knapp 4 km südöstlich von Shannon liegende Mangahao Power Station ans Netz. Mit einer Leistung von 19.200 kW war sie seinerzeit das leistungsfähigste Kraftwerk des Landes.

## Bevölkerung
Zum Zensus des Jahres 2013 zählte der Ort 1239 Einwohner, 9,6 % weniger als zur Volkszählung im Jahr 2006.

## Wirtschaft
Die wichtigste Einkommensquelle des Ortes und seiner Umgebung stellt die Farmwirtschaft dar.

## Infrastruktur

### Straßenverkehr
Durch Shannon führt der New Zealand State Highway 57, der den Ort mit Levin im Südwesten und Palmerston North im Nordosten verbindet. Eine untergeordnete Landstraße, die nach Westen abgeht, verbindet den Ort mit Foxton.

### Schienenverkehr
Der Bahnhof von Shannon liegt an der Strecke der North Island Main Trunk Railway.

## Bildungswesen
Der Ort verfügt mit der Shannon School über eine Grundschule mit den Jahrgangsstufen 1 bis 8. Im Jahr 2014 besuchten 141 Schüler die Schule.

## Sport
Der Ort hat einen Rugby-Club, mehrere Netball-Mannschaften und einen 14-Loch-Golfplatz.